# Ancistrocerus abditus
Ancistrocerus abditus är en stekelart som beskrevs av Gusenleitner 1977. Ancistrocerus abditus ingår i släktet murargetingar, och familjen Eumenidae. Inga underarter finns listade i Catalogue of Life.